# Triguères
Triguères – miejscowość i gmina we Francji, w Regionie Centralnym, w departamencie Loiret.
Według danych na rok 1990 gminę zamieszkiwały 1122 osoby, a gęstość zaludnienia wynosiła 31 osób/km² (wśród 1842 gmin Regionu Centralnego Triguères plasuje się na 348. miejscu pod względem liczby ludności, natomiast pod względem powierzchni na miejscu 223.).